# Lac Chablich
Le Lac Chablich (en russe : озеро Шаблиш, ozero Chablich) est un lac de Russie, situé au sud de l'Oural, dans l'oblast de Tcheliabinsk.

## Localisation
Le Lac Chabich se situe dans l'oblast de Tcheliabinsk, près de la frontière avec l'oblast de Sverdlovsk, dans l'ouest de l'Oural, dans le raïon de Kasli.

## Hydrologie
Le lac s'étale sur une superficie de 32 km2. Du nord au sud, le lac s'étend sur 8,4 km, et d'est en ouest, sur 5 km. Le fond est sablonneux.

## Écosystème

### Faune
Les pêcheurs sortent de l'eau des carpes, carassins, rotengle, brochets, perches, brèmes, goujons de l'Amour et sandres.